# Рудольштадт
Рудольштадт (нем. Rudolstadt) — город в Германии, в земле Тюрингия.
Входит в состав района Заальфельд-Рудольштадт. Население составляет 23 762 человека (на 31 декабря 2010 года). Занимает площадь 55,38 км². Официальный код — 16 0 73 076.

## Географическое положение
Бывшая княжеская резиденция Рудольштадт лежит в окруженной лесом долине реки Зале, которая в этом месте поворачивает с юга на восток. На севере и западе города простирается плато из ракушечника, на юге начинаются Тюрингенские сланцевые горы, а к востоку от реки Зале находится обширная пустошь. Город расположен на высоте 200 метров над уровнем моря, а его отдельные районы — на высоте 300—400 м. В городском районе Шварца в реку Зале впадает река Шварца. Климат в Рудольштадте из-за его расположения в долине гораздо мягче, чем в его окрестностях.
В Рудольштадте говорят на ильмтюрингенском наречии.

## Административное деление
Рудольштадт разделен на 12 районов. Кроме основной части города к нему относятся следующие посёлки:
- Шварца,
- Фолькштедт,
- Кумбах,
- Мёрла,
- Шала,
- Пфланцвирбах,
- Кайльхау,
- Айхфельд,
- Лихштедт,
- Оберпрайлип,
- Унтерпрайлип.

Фолькштедт, Шварца и Кумбах образуют с основной частью города единое целое, тогда как остальные деревни находятся в окрестностях города.

## История
По археологическим данным, около 500 года на территории города находилось славянское поселение. К 776 году относится первое документальное упоминание о Рудольфештате (поселении Рудольфа), даре Карла Великого монастырю в Херсфельде.
В начале XIII века Рудольштадт принадлежал графу Орламюнде, от которого он в 1300 году частично, а в 1334 году полностью перешел во владение графа Шварцбургского. Между 1264 и 1334 годами Рудольштадт состоял из «Нижнего замка» и «Верхнего замка» (Хайдексбург).
В XIV веке Рудольштадт разросся, а в 1326 году получил от графа Орламюнде права города.
С 1340 года Рудольштадт находился во владении графов Шварцбургских, с 1599 по 1920 год он являлся его главным городом. В 1345 году оба замка и город сильно пострадали от эрфуртского войска во время Тюрингенской войны между графствами.
За время восстановления с 1345 по 1437 года город приобрел совсем другой облик. К Верхнему замку были пристроены ещё два крыла. В 1573 году замок частично сгорел, и на его месте был построен замок Хайдексбург в стиле эпохи Возрождения.
Культурный расцвет города пришелся на XVIII—XIX века, когда в городе жили и творили многочисленные деятели искусств. Среди прочего, в сентябре 1788 года здесь произошла первая встреча Шиллера и Гёте.
До 1918 года Рудольштадт служил столицей княжества Шварцбург-Рудольштадт, у его последнего князя не было наследников, и после его смерти замок-резиденция Хайдексбург перешел во владение земли Тюрингия.
До 1932 года большинство голосов в муниципалитете Рудольштадта имела социал-демократическая партия. Но уже в декабре 1932 года национал-социалистическая рабочая партия получила столько же мест, сколько социал-демократическая и коммунистическая партии (по 4 места из 19). После перехода власти к Гитлеру в 1933 году созданные Веймарской республикой органы самоуправления были фактически распущены. С 1936 по 1945 год Рудольштадт был гарнизонным городом вермахта. В 1938 году здесь прошел слёт немецкой гитлерюгенд.
Ещё в 1918 году на территории графства проживали около 80 евреев. Те из них, которые не успели бежать, были депортированы и убиты, а еврейское кладбище сравнено с землёй.
Жертвами фашизма стали множество людей, например член муниципалитета от коммунистической партии Германии Вернер Джон, депутат и председатель КПГ в Фолькштете Пауль Хергер, католики-антифашисты и их пастор Каспар Шульте. В 1933—1944 годах в городской больнице 597 человек стали жертвами насильственной стерилизации, 126 обитателей дома престарелых Рудольштат-Кумбах были убиты в 1940 году в рамках программы «Эвтаназия». Во время второй мировой войны 953 польских мужчин и женщин находились здесь на принудительных работах. О всех погибших напоминает сооруженный в 1947 году памятник на площади Жертв фашизма.
В последние дни второй мировой войны, 10 апреля 1945 года, Фолькштедт был подвергнут американской бомбардировке. Её жертвами стали 35 человек и 165 домов, среди них и церковь. В Шале до своего побега в 1941 году находился в качестве военнопленного президент Франции Франсуа Миттеран.
После Второй мировой войны Шварца, район Рудольштадта, стал одним из центров химической промышленности ГДР. На комбинате химических волокон «Вильгельм Пик» трудилось более 6000 человек, и ещё несколько тысяч человек были заняты в смежных производствах.
В 1952 году земля Тюрингия была упразднена, и Рудольштадт стал относиться к округу Гера.

## Органы городского управления
Муниципалитет. Состоит из 30 человек.

## Города-партнеры
- Байройт (Германия, Бавария)
- Леттеркенни (Ирландия, графство Донегол)

## Достопримечательности и культура
В 1996 году Рудольштадт получил премию земли Тюрингия за сохранение культурных традиций.
К наиболее значимым историческим сооружениям относятся возвышающийся над городом замок Хайдексбург, городской дворец Людвигсбург, городская церковь Святого Андрея XV—XVI веков и дом-музей Шиллера. Достойны упоминания также Старая ратуша 1524 года с башней 1603 года, Новая ратуша 1912 года, неоготическая евангелическая церковь Лютеркирхе 1906 года постройки и неороманская католическая церковь Девы Марии 1886 года.
Три тюрингенских крестьянских дома в Рудольштадте являются самым старым музеем под открытым небом в Германии. Построенные в XVII и XVIII веках в окрестных деревнях дома были в 1914—1915 годах разобраны и вновь собраны в городском парке Рудольштадта. Особенно впечатляет полностью сохранившееся убранство старой аптеки.
Недалеко от Рудольштадта в местечке Гроскохберг находится дворец Кохберг барона фон Штайн, где часто останавливался Гёте. По дороге туда находится небольшая романская церковь в Вайтерсдорфе — одно из старейших культовых сооружений Тюрингии.
Особое культурное значение имеет для города театр Рудольштадта, в нём располагается также Тюрингенский симфонический оркестр.
На горе Цайгерхаймер находится башня Бисмарка, переименованная в 1950 году в башню брата и сестры Шолль. Её сооружение было воплощением идеи немецкого студенчества по возведению в Германии смотровых башен Бисмарка. Строительство осуществлялось по проекту архитектора Готтвальда Шинцеля из Шалы. Торжественное открытие состоялось 1 апреля 1899 года, в нём принимало участие 200 человек. Во Второй мировой войне башня пострадала от вандализма и только в 1985 году была отремонтирована. Вход в башню закрыт и в наши дни.
Ежегодно, в первые выходные июля, в Рудольштадте проходит самый крупный в Германии Международный фестиваль танца и фольклора. Он собирает в Тюрингию гостей и деятелей искусства со всего мира.
Ежегодно проходят и фестивали любительского театра «Единая Европа».
Праздник стрелков в Рудольштадте в конце августа является одним из самых значимых народных праздников Тюрингии.
Каждый год в конце июня на Рыночной площади проходит Праздник старого города.

## Промышленность
Наряду с традиционными предприятиями: фарфоровым заводом в Фольксштедте (основан в 1760 году) и якорным заводом, здесь находятся также заводы «BASF» в Шварце, «Siemens Medical Solutions», пивоварня «Pörze», бумажная фабрика и завод по производству фруктовых соков «Schlör».

## Знаменитые земляки
- Зоммер, Антон Бернгард Карл
- Кох, Генрих Кристоф

## В искусстве
- Известный[кому?] роман писательницы Жорж Санд носит название «Графиня Рудольштадт». Действие второй части романа разворачивается в средневековой Германии.
- Три персонажа отечественного военного телесериала «Разведчицы» (2013 г., серии XI -:- XII) встретили окончание Великой Отечественной войны в Рудольштадте[2].

## Фотографии

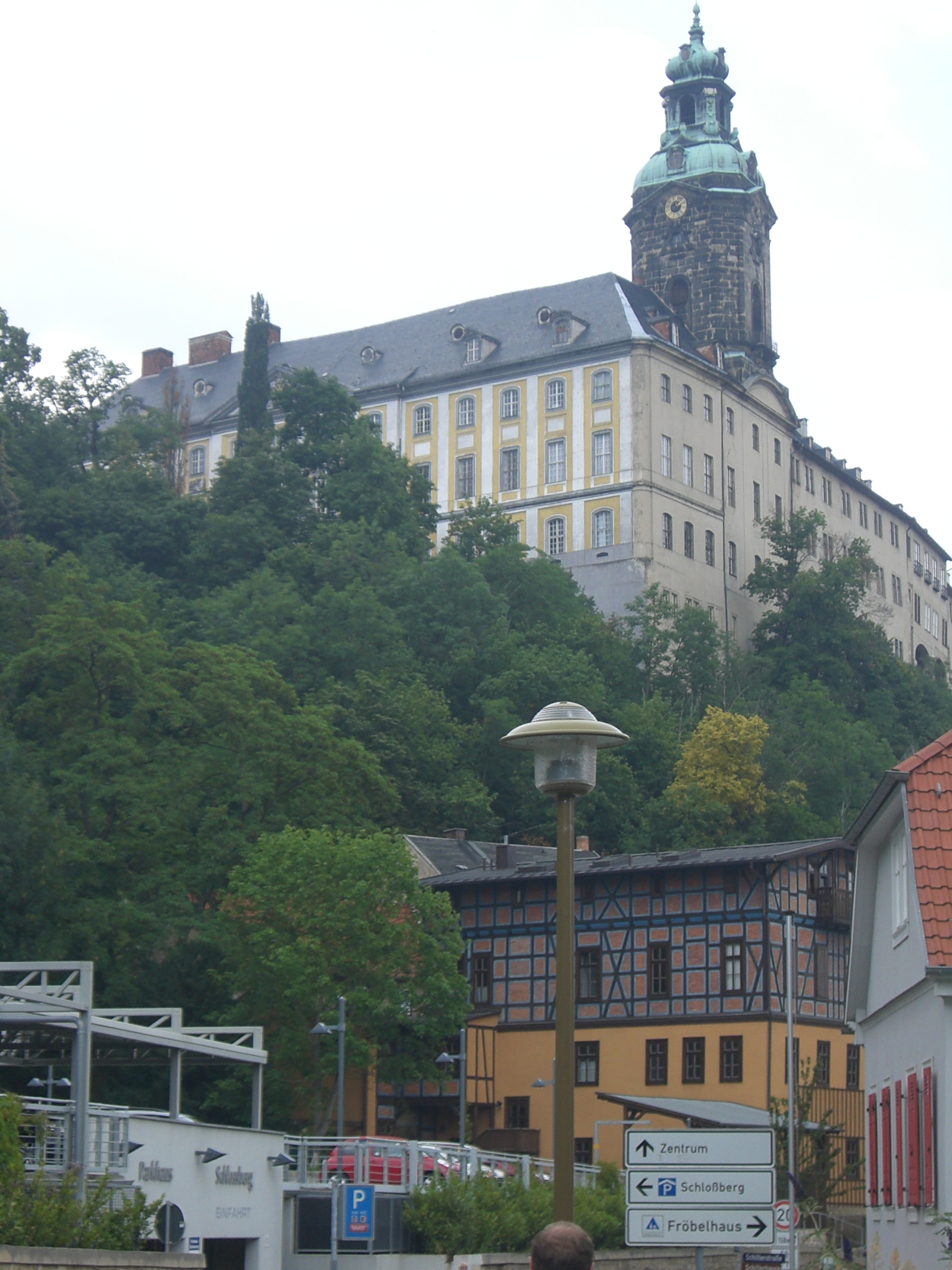
Замок Хайдексбург
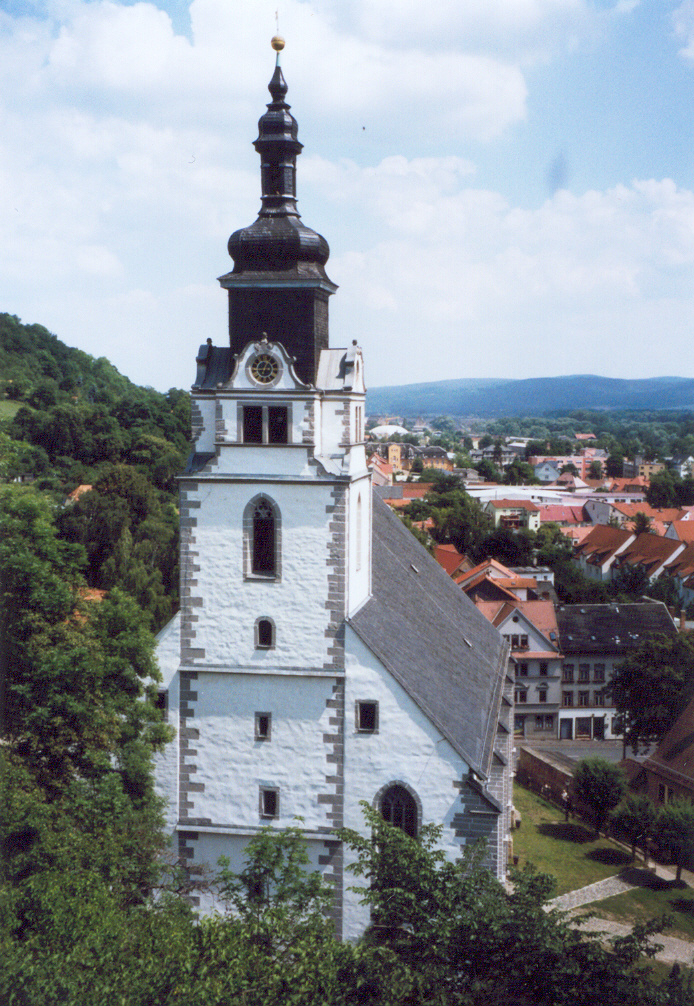
Городская церковь св. Андрея
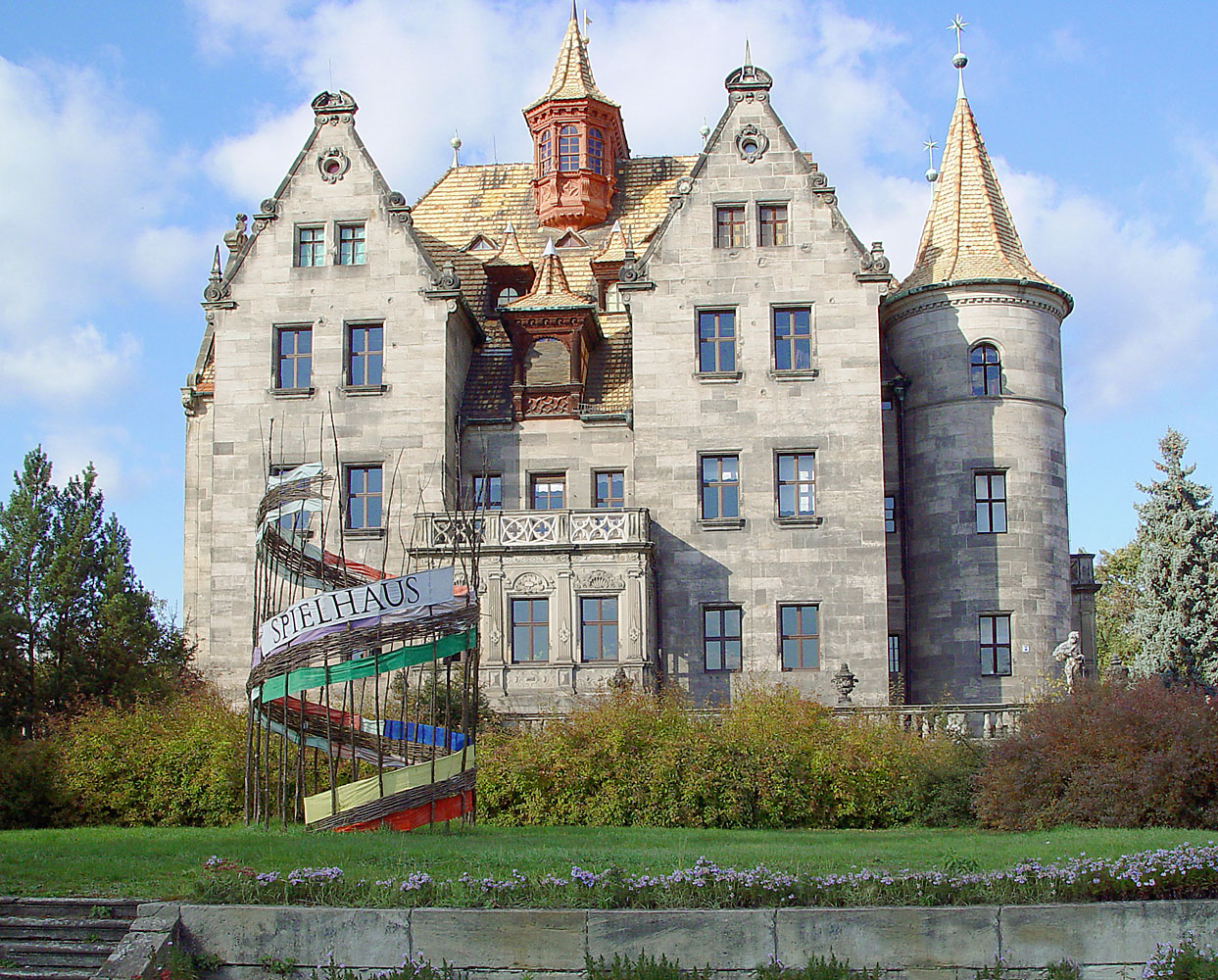
Вилла Фридриха Рихтера
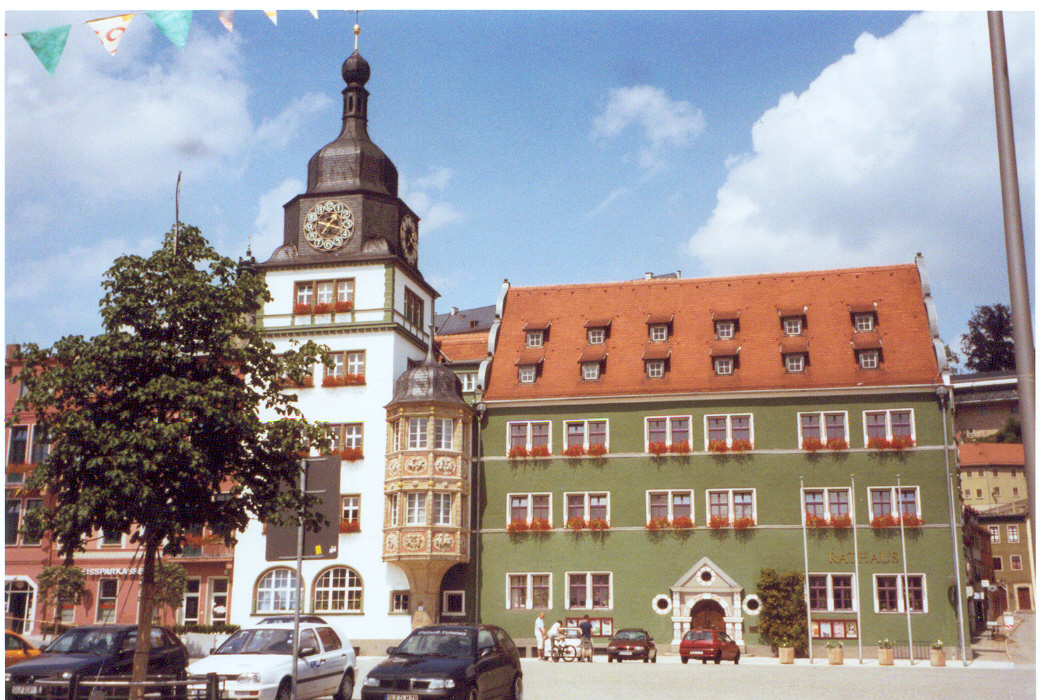
Новая ратуша